# 대전문화초등학교 축구부
대전문화초등학교 축구부(영어: Daejeon Moonhwa Elementary School Football Club)는 대한민국 대전광역시에 있는 초등학교 축구부이다. 대전문화초등학교가 운영하는 축구부로, 1982년에 창단 되었다.

## 출신 선수
- 황인범

## 참고 자료
- “KFA 통합경기정보 시스템”. 대한축구협회.

## 같이 보기
- 대전문화초등학교